# 高森勇旗
高森 勇旗（たかもり ゆうき、本名および旧登録名：高森 勇気〈読みは同じ〉、1988年5月18日 - ）は、富山県高岡市出身の元プロ野球選手（内野手、捕手）。スポーツライター・タレント・野球解説者としても活動。株式会社HERO MAKERS.代表取締役社長。

## 経歴

### プロ入り前
小学三年時、父と兄の影響で野球を始める。当時はイヤイヤやっていたが、「辞めたい」と言いだせないまま続けていた。中学時代は高岡シニアに所属。中京高校では1年夏から正捕手を任され、高校通算30本塁打。甲子園出場は無く、同高校の同級生に池ノ内亮介と大抜亮祐がいる。
2006年の高校生ドラフト4巡目で横浜ベイスターズから指名され、10月14日に名古屋市のホテルで契約。

### プロ入り後
2007年は二軍で25試合に出場。高卒新人ということもあり、打率は.095と打力を発揮できなかった。
2008年、3月22日の横須賀スタジアムで行われたイースタン・リーグ開幕戦（東北楽天ゴールデンイーグルス1回戦）で、7回裏に中堅手桑原義行の代打で出場して右中間に二塁打を放ち、8回表に捕手登録ながら一塁手の守備についた。当年以降捕手としての出場は無く、事実上のコンバートとなった。8月2日に山形蔵王タカミヤホテルズスタジアムで行われたフレッシュオールスターゲームに6番指名打者として先発出場し3打数無安打1三振だった。この年は二軍で89試合に出場、打率.274、チーム3位の9本塁打を放つなど打撃面で成長を見せた。しかし一塁守備では13失策を記録し、課題を見せた。また、8月29日の対千葉ロッテマリーンズ戦（ロッテ浦和）では、第2打席でホームラン、第4打席でシングルヒット、第5打席でスリーベース、第6打席でツーベースを放ち、リーグ史上5人目・4年ぶりでありイースタン史上最年少となるサイクルヒットを達成し、6打数4安打5打点で全てのヒットで打点を記録した。
2009年は二軍で打率.309、15本塁打、長打率.501、出塁率.376（すべてチームトップ、リーグ5位以内）の好成績を残し、112安打でイースタン・リーグ最多安打のタイトルを獲得した。10月3日の中日ドラゴンズ戦（横浜スタジアム）で三浦大輔の代打でプロ初出場を果たし、10月4日の広島東洋カープ戦（横浜）でプロ初安打を記録した。
2010年は二軍で打率.246、6本塁打。5月以降は打撃不振に陥り、シーズン終了まで一軍登録も果たせなかった。2011年も一軍登録はなく、二軍でもイースタン・リーグワースト2位の打率.214と結果を残せなかった。同年に同じ左打者の筒香嘉智が入団したこともあって二軍でも出場が減少、これについて本人は「干されてると思って完全に気持ちが切れ、そこから巻き返すのはもう無理だった」といったことを話している。
2012年より登録名を本名の「高森 勇気」から「高森 勇旗」にすることが1月11日に球団から発表された。二軍では4番を任された試合もあったが、最後まで一軍に上がることはなく、10月2日に戦力外通告を受けた。

### DeNA退団後
2013年から社会人野球のエスプライド鉄腕硬式野球部に加入。捕手として登録された。現在は退団している。一方、データアナリスト、スポーツライターとしても活動している。
2021年からはDeNAOBとしてTBSチャンネル野球解説者としても活動する。

## 人物・エピソード
少年時代は野球より勉強の方がはるかに好きで、将来は考古学者になろうと思っていた。
野球選手の物真似（形態模写）が得意で、食事休憩や練習の合間に披露し周囲を楽しませている。多数のチームメイトの物真似ができ、2008年のファンフェスタでは木塚敦志・吉見祐治・大西宏明・鈴木尚典らの物真似を披露した。鉄板ネタに「木塚敦志」「スーパースロー映像での小笠原道大」、「フォークを空振りした村田修一」、「キャッチボールをする松本啓二朗」などがある。イチロー・金本知憲・などの物真似もできる。シーズンオフに共に自主トレを行っていた石井琢朗のブログでも紹介されている。また木塚の物真似の縁があり中野渡進とも親しかった。
研究熱心であり、自分の打席を全て動画でパソコンに記録してフォームを分析し、相手投手、球種、自分の感想をノートに綴っている。パソコンを持参し杉村繁コーチに助言を求めたこともある。これには杉村コーチも驚いたという。
チームの先輩である鈴木尚典を尊敬しており、鈴木が背負っていた背番号51番をいずれ引き継ぎたいと口にしていた。また、同期の梶谷隆幸と仲が良く、戦力外通告の際には「俺の分も頑張ってくれ」とのメッセージを伝えている。

## 詳細情報

### 年度別打撃成績
| 年 度     | 球 団     | 試 合 | 打 席 | 打 数 | 得 点 | 安 打 | 二 塁 打 | 三 塁 打 | 本 塁 打 | 塁 打 | 打 点 | 盗 塁 | 盗 塁 死 | 犠 打 | 犠 飛 | 四 球 | 敬 遠 | 死 球 | 三 振 | 併 殺 打 | 打 率 | 出 塁 率 | 長 打 率 | O P S |
| --------- | --------- | ----- | ----- | ----- | ----- | ----- | -------- | -------- | -------- | ----- | ----- | ----- | -------- | ----- | ----- | ----- | ----- | ----- | ----- | -------- | ----- | -------- | -------- | ----- |
| 2009      | 横浜      | 2     | 5     | 4     | 0     | 1     | 0        | 0        | 0        | 1     | 0     | 0     | 0        | 1     | 0     | 0     | 0     | 0     | 0     | 0        | .250  | .250     | .250     | .500  |
| 通算：1年 | 通算：1年 | 2     | 5     | 4     | 0     | 1     | 0        | 0        | 0        | 1     | 0     | 0     | 0        | 1     | 0     | 0     | 0     | 0     | 0     | 0        | .250  | .250     | .250     | .500  |

イースタン・リーグの通算成績は470試合、353安打、40本塁打、169打点、打率.260

### 年度別守備成績
| 年 度 | 球 団 | 一塁  | 一塁  | 一塁  | 一塁  | 一塁  | 一塁     |
| 年 度 | 球 団 | 試 合 | 刺 殺 | 補 殺 | 失 策 | 併 殺 | 守 備 率 |
| ----- | ----- | ----- | ----- | ----- | ----- | ----- | -------- |
| 2009  | 横浜  | 1     | 8     | 2     | 0     | 1     | 1.000    |
| 通算  | 通算  | 1     | 8     | 2     | 0     | 1     | 1.000    |

### 記録
- 初出場：2009年10月3日、対中日ドラゴンズ24回戦（横浜スタジアム）、5回裏に三浦大輔の代打で出場
- 初打席：同上、5回裏に吉見一起から中飛
- 初先発出場：2009年10月4日、対広島東洋カープ23回戦（横浜スタジアム）、6番・一塁手で先発出場
- 初安打：同上、1回裏に青木高広から右前安打

### 背番号
- 62 （2007年 - 2012年）

### 登録名
- 高森 勇気（2007年 - 2011年）
- 高森 勇旗（2012年）

## 著書
2017年
- 俺たちの戦力外通告（2017年12月、ISBN 4863101945）[7]